# ふくしま逢瀬ワイナリー
ふくしま逢瀬ワイナリー（ふくしまおうせワイナリー OUSE WINERY）は、福島県郡山市逢瀬町多田野にある醸造施設。

## 概要
三菱商事復興支援財団が郡山市と連携協定を結び、約10億円を投じて整備した郡山市内初のワイナリーである。
2015年10月郡山税務署より果実酒とリキュールの酒類製造免許を取得し竣工、2016年3月に醸造したワイン・リキュールの初出荷を行った。同年11月には試飲も出来るワインショップがオープンした。
果樹栽培の盛んな福島県で果実の生産から加工（醸造）、販売（販路開拓）まで一体的に運営する6次産業化を目指している。

## 所在地
- 〒963-0213 福島県郡山市逢瀬町多田野字郷士郷士2番地

## 施設概要
- 併設ショップ営業日：火曜日～日曜日（祝日含む）
- 定休日：月曜日、年末年始
- 営業時間：10時～16時
- 施設見学：要問い合せ
- 冬季営業期間は水・土曜日の営業

## 交通アクセス
- 東北自動車道郡山南インターチェンジから県道47号・55号・6号を猪苗代湖方面へ車で約20分[4]。
- JR各線「郡山駅」から県道142号・国道49号・県道6号を猪苗代湖方面へ車で約30分[4]。